# Université polytechnique des Marches
L'Université polytechnique des Marches (en italien, Università politecnica delle Marche) est une université italienne, basée à Ancône, dans les Marches.

## Logo
Le logo représentant deux paons symétriques a été repris d'un bas-relief de la cathédrale Saint-Cyriaque. Ils représentent l'humilité, qualité essentielle pour toute personne qui se consacre à la connaissance et base même de la méthode scientifique.

## Histoire
L'histoire de l'université d'Ancône commence en 1959 avec la création de la faculté d'économie et commerce, à l'époque seulement antenne de l'université d'Urbino. 
C'est seulement le 16 décembre 1969 que le ministère de l'Éducation nationale italien reconnaît l'université libre d'Ancône. Au départ, l'université ne comprenait que la faculté d'Ingénierie et les premiers cours furent dispensés en février 1970.
Quelques mois plus tard, le 23 octobre précisément, commence aussi l'enseignement de la médecine et de la chirurgie. Le 18 janvier 1971, l'université devient finalement une université publique et prend donc le nom d'Università degli studi di Ancona. La faculté d'économie vient alors se greffer à cette nouvelle structure. 
En 1988, la faculté d'Agronomie est fondée et trois ans plus tard la faculté de Sciences mathématiques, physiques et naturelles. Le 18 janvier 2003, le nom de l'université change pour prendre celui actuel.